# 蒙塔尔洛
蒙塔尔洛（法語：Montarlot，法語發音：[mɔ̃taʁlo] ⓘ）是法国塞纳-马恩省的一个旧市镇，属于枫丹白露区。2016年1月1日，蒙塔尔洛与2个临近市镇合并为新市镇莫雷-卢万和奥尔瓦讷（Moret-Loing-et-Orvanne）。

## 地理
蒙塔尔洛（48°20'59"N, 2°51'1"E）面积5.21 平方千米，位于法国法蘭西島大區塞纳-马恩省，该省份为法国北部内陆省份，北起瓦兹省，西接埃松省、马恩河谷省、塞纳-圣但尼省和瓦兹河谷省，南至卢瓦雷省，东南接约讷省，东临马恩省和奥布省，东北接埃纳省。
与蒙塔尔洛接壤的市镇（或旧市镇、城区）包括：维勒塞尔、圣雅克城、拉格朗德帕鲁瓦斯、埃屈埃勒。

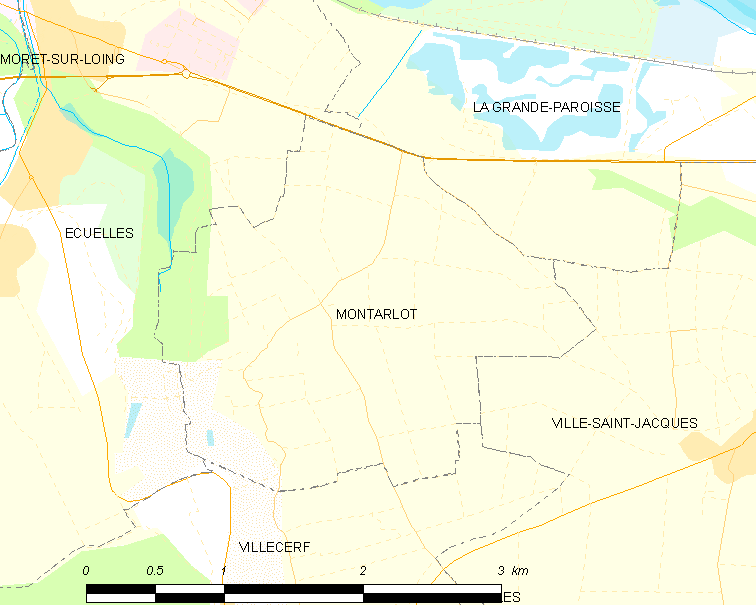
蒙塔尔洛的OSM定位图

蒙塔尔洛的时区为UTC+01:00、UTC+02:00（夏令时）。

## 行政
蒙塔尔洛的邮政编码为77250，INSEE市镇编码为77299。

## 政治
蒙塔尔洛所属的省级选区为蒙特罗福约讷县。

## 人口

1962-2008年间蒙塔尔洛人口变化图示

蒙塔尔洛于2018年1月1日时的人口数量为270人。